# Jerzy Kowalczyk (historyk sztuki)

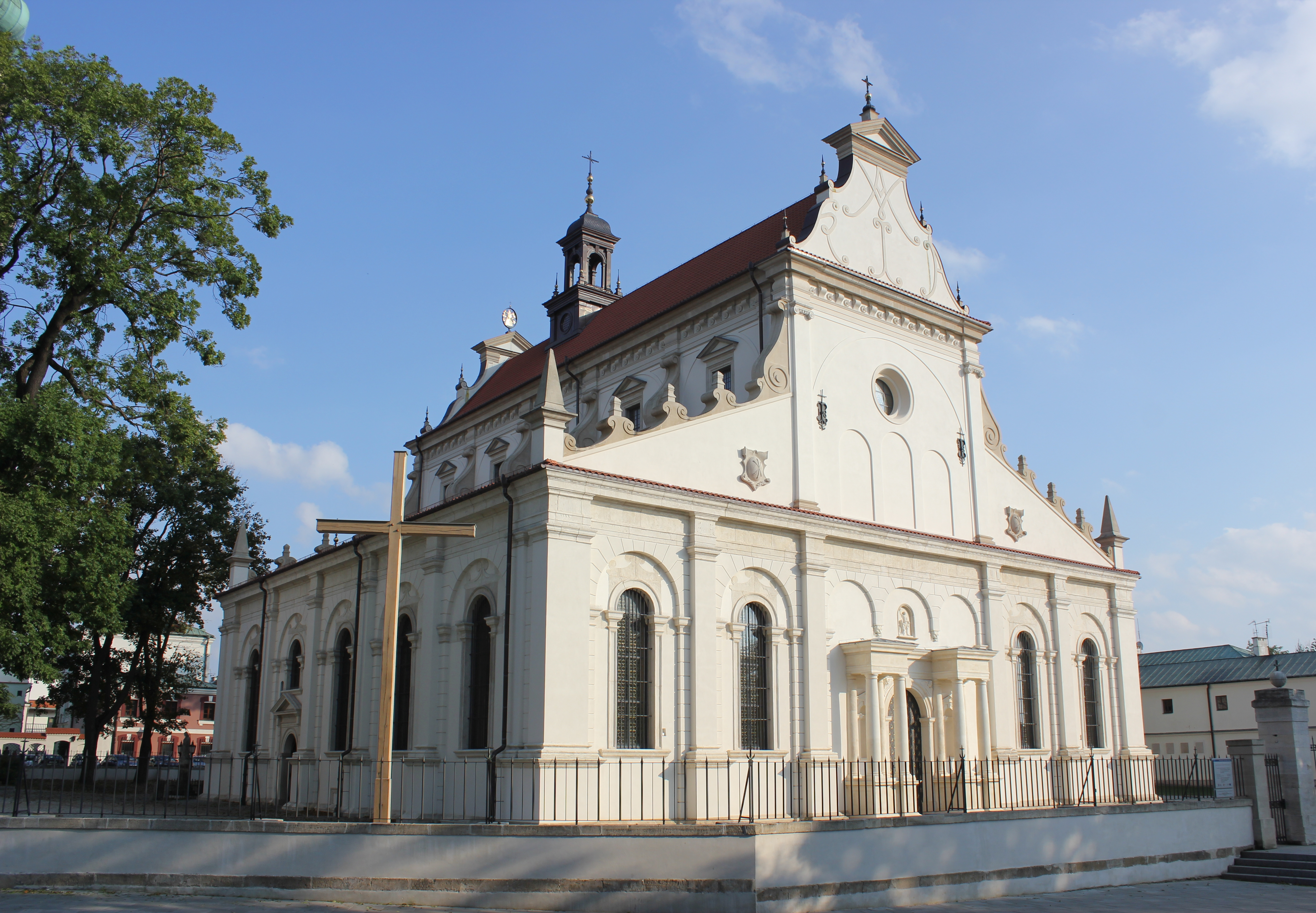
Katedra w Zamościu – przedmiot badań Jerzego Kowalczyka

Jerzy Antoni Kowalczyk (ur. 3 sierpnia 1930 w Goraju, zm. 4 października 2018 w Warszawie) – polski historyk sztuki, profesor doktor habilitowany specjalizujący się w historii sztuki nowożytnej, badacz dziejów Zamościa.

## Życiorys
Urodził się 3 sierpnia 1930 w Goraju koło Zamościa jako szóste dziecko Józefa i Antoniny z Olszaków. Ojciec, absolwent warszawskiego konserwatorium pracował jako pomocnik organisty w zamojskiej katedrze, następnie został organistą diecezji lubelskiej. Rodzina przeniosła się do Chodla, a następnie do Potoku Wielkiego. Jerzy Antoni Kowalczyk w 1944 ukończył szkołę powszechną, następnie uczył się w lubelskim gimnazjum im. Staszica i liceum im. Zamoyskiego.
W latach 1950–1953 studiował w Sekcji Historii Sztuki Katolickiego Uniwersytetu Lubelskiego, następnie przeniósł się na Uniwersytet Warszawski, gdzie w 1955 ukończył studia z zakresu historii sztuki. Studiował u profesorów Władysława Tomkiewicza i Piotra Bohdziewicza. W latach 1955–1978 pracował w Instytucie Historii Sztuki UW, w 1963 doktoryzował się na podstawie monografii Kolegiata w Zamościu, wydanej jako pozycja książkowa w 1968. Habilitował się w 1971, a w 1973 mianowany docentem, był kierownikiem Zakładu Nauk Pomocniczych i Propedeutyki Historii Sztuki.
Od 1978 był kierownikiem Pracowni Historii Sztuki, od 1980 do 1997 kierownikiem Pracowni Historii i Teorii Sztuki Nowożytnej w Instytucie Sztuki PAN. 13 stycznia 1983 został profesorem zwyczajnym nauk humanistycznych. W latach 1988–1996 był redaktorem naczelnym „Biuletynu Historii Sztuki”. Od 1995 był członkiem korespondentem, od 2012 członkiem zwyczajnym Towarzystwa Naukowego Warszawskiego – Wydziału II Nauk Historycznych, Społecznych i Filozoficznych. W latach 1981–2012 był recenzentem 11 prac doktorskich i habilitacyjnych oraz promotorem 11 prac doktorskich, m.in. Konrada Ajewskiego i Wiktora Łyjaka.
Specjalizował się w polskiej sztuce nowoczesnej i jej związkach ze sztuką włoską, a także w dziejach Zamościa, rodu Zamoyskich i katedry w Zamościu. W swych badaniach zajmował się także kulturą i sztuką okresu humanizmu i renesansu oraz architekturą późnobarokową Rzeczypospolitej Obojga Narodów.
W 1985 został odznaczony Krzyżem Kawalerskim, w 1999 Krzyżem Komandorskim Orderu Odrodzenia Polski. Był honorowym członkiem Koła Przewodników PTTK i członkiem Rady Programowej Muzeum Zamojskiego, z którym współpracował od lat sześćdziesiątych XX wieku. W 2013, jako pierwszy naukowiec, doczekał się tablicy pamiątkowej w Zamojskiej Alei Sław.
Zmarł 4 października 2018 w Warszawie. Uroczystość żałobna odbyła się 12 października w kościele św. Jakuba.

## Życie prywatne
Miał siedmioro rodzeństwa. Najstarszy brat był wojskowym i zginął w 1939.
Był żonaty z Elżbietą. Mieszkał i pracował w Warszawie.

## Publikacje
- Kolegiata w Zamościu (1968)[1]
- Sebastiano Serlio a sztuka polska (1973)[1]
- Zamość. Przewodnik (1975, 1977 – wyd. popr. i uzup.[10] i 1995)[3]
- W kręgu kultury dworu Jana Zamoyskiego (1980)[1]
- Kultura i ideologia Jana Zamoyskiego (2005)[11]
- Świątynie późnobarokowe na Kresach: kościoły i klasztory w diecezjach na Rusi Koronnej (2006)[14]

Był autorem ponad 400 publikacji w prasie i literaturze branżowej, takich jak: „Biuletyn Historii Sztuki”, „Zamojski Kwartalnik Kulturalny”, „Zamojsko-Wołyńskie Zeszyty Muzealne”, haseł w Polskim Słowniku Biograficznym oraz Słowniku artystów polskich i obcych w Polsce działających. Ponad 80 z nich związanych było z Zamościem.